# Арларово
Арларово (баш. Арлар) — деревня в Ишимбайском районе  Республики Башкортостан Российской Федерации. Входит в состав Сайрановского сельсовета.

## Географическое положение
В черте Арларова в реку Шида впадает речка Карамалуя.
Расстояние до:
- районного центра (Ишимбай): 32 км,
- центра сельсовета (Сайраново): 2 км,
- ближайшей ж/д станции (Салават): 52 км.

## Топоним
Словарь топонимов Башкирской АССР объясняет Арлар от слов ар- (удмурт) + -нар (суффикс). Асфандияров полагает, что

Такое объяснение вполне приемлемо, поскольку среди названий мелких родовых подразделений — ара у башкир-юрматынцев действительно встречались этнонимы мукшы (часть мордвы), калмак, ар и т. д. Однако это не означает, что деревня была основана арами — удмуртами. Кто-то из них когда-то вошел в состав башкирской общины и стал её полноправным членом, впоследствии группу семей родственников этого удмурта могли называть арлар— http://ufagen.ru/places/ishimbayskiy/arlarovo.html
.

## Население
| 2002 | 2009 | 2010 |
| ---- | ---- | ---- |
| 211  | ↗260 | ↘210 |

## Известные уроженцы
- Асадуллин, Мухамет Зуфарович (16 июля 1955 — 1 декабря 2009) — российский инженер и топ-менеджер, лауреат Премии Правительства Российской Федерации в области науки и техники.